# Chain 3
Chain 3 is een compositie van Witold Lutosławski. Chain 3 is een voortzetting van de composities Chain 1 en Chain 2 en werd op 28 augustus 1895 voltooid, vier maanden na nummer 2. Het werk kreeg haar eerste uitvoering tijdens het concert van 10 december 1986 toen de componist voor het San Francisco Symphony Orchestra stond. Dat orkest wilde wel voor die première betalen, maar de componist vroeg het orkest het geld te stoppen in een opleidingsprogramma voor jonge Poolse musici in het buitenland. De muziek kan gezien worden als een ouverture en bevat de voor de componist typerende aleatorische passages. Het werk werd wel gezien als een protest tegen het toenmalige regime in Polen (het is nog voor de val van de Berlijnse Muur). De componist weersprak dat, hij schreef geen programmamuziek. Het werk bestaat uit drie secties, waarbij de diverse orkeststemmen als een keten met elkaar zijn verbonden. Het werk werd destijds gezien als “moeilijk” voor musici en luisteraars, de mening was dat de componist zijn tijd vooruit was.
Chain 3 is geschreven voor:
- 3 dwarsfluiten (III ook piccolo), 3 hobo’s,  3 klarinetten (III ook basklarinet),  3 fagotten
- 4 hoorns, 3 trompetten, 3 trombones, 1 tuba
- pauken, 4 man/vrouw percussie, 2 harpen,  piano, celesta
- violen, altviolen, celli, contrabassen

## Discografie
- Uitgave Naxos: Pools Nationaal Radio-Symfonieorkest o.l.v. Antoni Wit
- Uitgave Chandos: BBC Symphony Orchestra o.l.v. Edward Gardner
- Uitgave Deutsche Grammophon: BBC Symphony Orchestra o.l.v. componist.